# チャールズ・シーラー

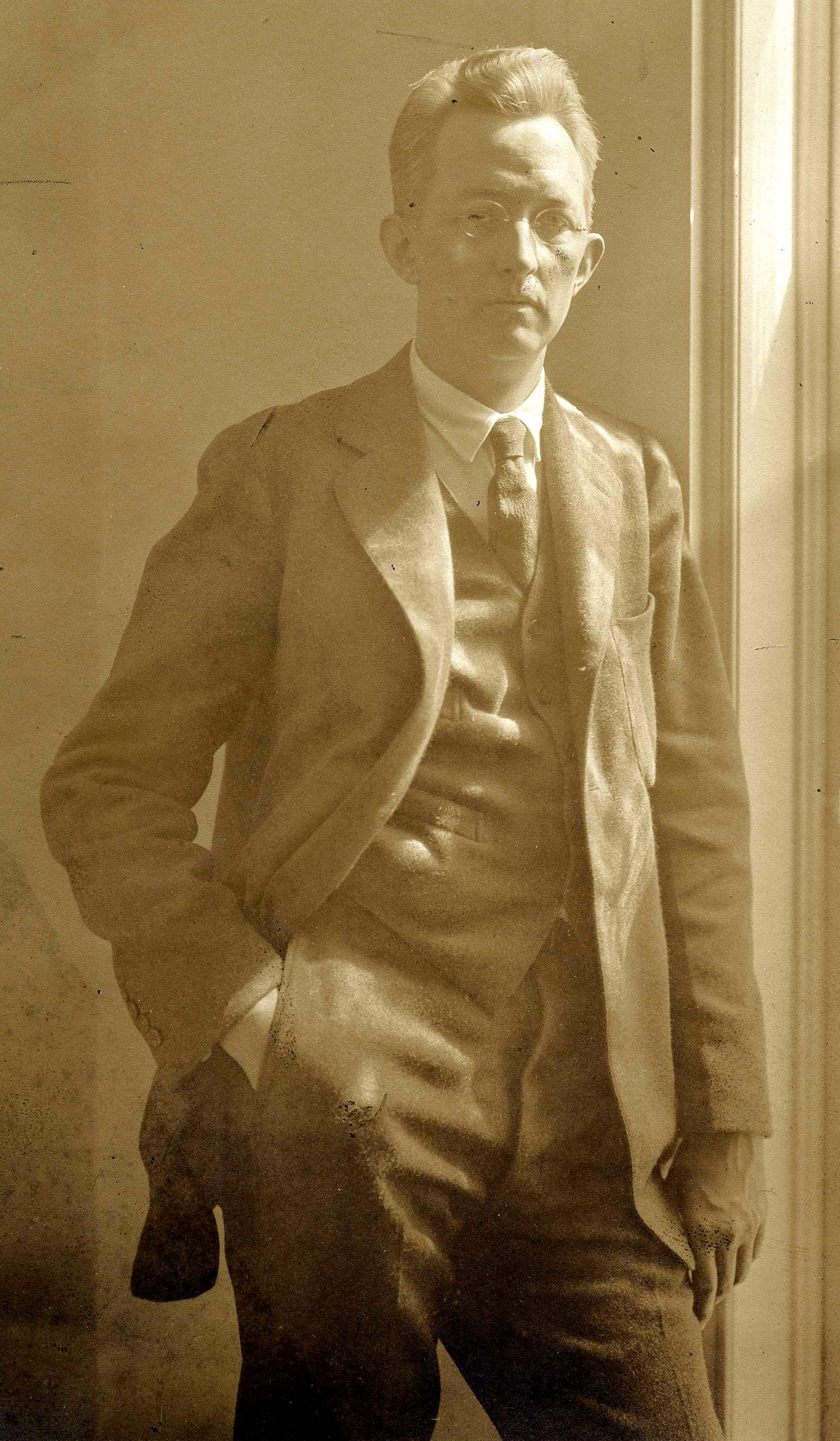
チャールズ・シーラー

チャールズ・シーラー（Charles Sheeler, 1883年7月16日 - 1965年5月7日）は、アメリカの戦前から戦後にかけてのプレシジョニズムの画家、写真家である。

## 来歴
シーラーは、パブロ・ピカソやジュルジュ・ブラックらの、キュビズム時代の絵画に影響を受けた作品を描いた。  
- 写真

シーラーの写真作品は、ストレートフォトグラフィをある意味突き詰めた地点にある。撮影の対象となるのは、建造物（ビル・工場・倉庫など。一般の家もある。都市風景を含む）、乗り物（鉄道・船など）が主であり、それらを、淡々と撮影している。
しかし、新即物主義的な、例えば、レンガー＝パッチュの作品と異なり、ある種のやわらかさを持っている。これはおそらく、ストレートフォトグラフィが、必ずしも新即物主義的になるわけではないことを物語っており、ストレートフォトグラフィの手法を用いたピクトリアリスム作品もあることと並んで、ストレートフォトグラフィの幅広さを示しているといえる。
また、ニューヨークを撮影した作品には、ベレニス・アボットの都市写真との共通性、工場を撮影した作品には、マーガレット・バーク＝ホワイトの作品との共通性などが見られ、シーラー自身の幅広さにも注目する必要がある。

## 洋書
- Charles Sheeler, The Photographs / Theodore E. Stebbins, Jr., and Norman Keyes, Jr. /  A New York Graphic Society Book, Little, Brown and Company, Boston / 1987 / ISBN 0-87846-285-6 (cloth), 0-87846-289-9 (paper)

## 外部サイト
- メトロポリタン美術館より
- 写真作品
- CHARLES SHEELER　&　PHOTOGRAPHIC　MYTH